# Raymond Clercx
Raymond Henri Marie Clercx (Neerpelt, 10 oktober 1920 - Antwerpen, 7 juni 1998) was een Belgisch volksvertegenwoordiger.

## Levensloop
Clercx was advocaat en werd gemeenteraadslid in Neerpelt en provincieraadslid van Limburg.
Hij werd voor de PVV van 1971 tot 1974 lid van de Kamer van volksvertegenwoordigers voor het arrondissement Tongeren-Maaseik. In de periode december 1971-maart 1974 had hij als gevolg van het toen bestaande dubbelmandaat ook zitting in de Cultuurraad voor de Nederlandse Cultuurgemeenschap, die op 7 december 1971 werd geïnstalleerd en de verre voorloper is van het Vlaams Parlement.
Later werd hij magistraat.